# Merzenhausen
Merzenhausen is een plaats in de Duitse gemeente Jülich, deelstaat Noordrijn-Westfalen, en telt 413 inwoners (2006).